# Trutgrund (ö i Sastmola)
Trutgeund(område i Sastmola, Finland) (fi Truutikari)  är en ö i Finland. Den ligger i Bottenhavet och i kommunen Sastmola i den ekonomiska regionen  Björneborgs ekonomiska region i landskapet Satakunta, i den västra delen av landet. Ön ligger omkring 36 kilometer nordväst om Björneborg och omkring 260 kilometer nordväst om Helsingfors.
Öns area är 2,1 hektar och dess största längd är 260 meter i öst-västlig riktning.